# Free Agent (NHL)
Ein Free Agent in der nordamerikanischen Eishockeyliga National Hockey League (NHL) ist ein Spieler, der bei keiner Mannschaft unter Vertrag steht. Es wird außerdem zwischen einem Unrestricted und einem Restricted Free Agent unterschieden. So können Unrestricted Free Agents ohne Einschränkungen wechseln, was bei Restricted Free Agents nicht der Fall ist. Diese beiden Kategorien sind noch einmal in Untergruppen unterteilt.

## Free Agents

### Gruppe 1 (Unrestricted Free Agent)
Spieler dieser Gruppe können ohne Einschränkungen verhandeln und sich für ein Team ihrer Wahl entscheiden.

### Gruppe 2 (Restricted Free Agents)
In dieser Gruppe sind Spieler, deren Verträge auslaufen, die aber schon ein Angebot ihres alten Teams erhalten haben. Verdiente der Spieler bisher bis zu 600.000 US-Dollar, muss er ein Angebot von 110 Prozent des bisherigen Gehalts erhalten. Betrug das Gehalt des Spielers bis zu einer Million US-Dollar, muss das Angebot 105 Prozent des bisherigen Gehalts betragen. Bei allen Spielern, die mehr als eine Million US-Dollar verdient haben, muss das Angebot bei 100 Prozent liegen. 
Andere Mannschaften können einem restricted Free Agent trotzdem Angebote unterbreiten und der Spieler kann bei einer anderen Mannschaft einen Vorvertrag, einen sogenannten Offer Sheet, unterschreiben. Will das Team, das die Rechte an dem Spieler hat, ihn trotzdem behalten, müssen sie mit dem Angebot der Konkurrenz gleichziehen und den Vertrag des Spielers zu denselben Konditionen verlängern, die der Offer Sheet geboten hatte. Entscheidet sich die Mannschaft jedoch dagegen, mit dem Angebot eines anderen Teams gleichzuziehen, erhalten sie eine Entschädigung in Form von Draftpicks, die sich am neuen Durchschnittsgehalt des Spielers orientiert.
| Jahresgehalt               | Entschädigung (Stand: Juli 2019)                                |
| -------------------------- | --------------------------------------------------------------- |
| bis 1.395.053 $            | keine                                                           |
| 1.395.054 bis 2.113.716 $  | Ein Drittrunden-Draftpick                                       |
| 2.113.717 bis 4.227.437 $  | Ein Zweitrunden-Draftpick                                       |
| 4.227.438 bis 6.341.152 $  | Ein Erstrunden- und ein Drittrunden-Draftpick                   |
| 6.341.153 bis 8.454.871 $  | Ein Erstrunden-, ein Zweitrunden und ein Drittrunden-Draftpick  |
| 8.454.872 bis 10.568.589 $ | Zwei Erstrunden-, ein Zweitrunden und ein Drittrunden-Draftpick |
| Mehr als 10.568.590 $      | Vier Erstrunden-Draftpicks                                      |

### Arbitration
Hat eine Mannschaft einem ihrer Spieler, der ein restricted Free Agent wird, ein Qualifikationsangebot unterbreitet, hält die Mannschaft dadurch zwar weiterhin die Rechte an dem Spieler, es muss aber noch ein neuer Vertrag ausgehandelt werden. Dieser Vertrag muss bis zum 1. Dezember des jeweiligen Jahres abgeschlossen werden, ansonsten kann der Spieler in der Saison nicht mehr eingesetzt werden. Können beide Parteien sich nicht auf einen neuen Vertrag einigen, haben sie die mögliche Arbitration (deutsch: Schlichtung) bei der NHL zu beantragen. Dieser Antrag muss bis Anfang Juli gestellt werden und im Juli und September wird eine Entscheidung vor einem Schiedsgericht gefällt. Die durch den Schlichter festgelegte Vertragsdauer darf maximal zwei Jahre betragen. Bis zum Schlichtungstermin haben beide Parteien aber weiterhin die Möglichkeit einen Vertrag auszuhandeln.
Vor dem Schiedsgericht können beide Parteien ihre Gehaltsvorstellungen äußern und sie mit Argumenten belegen. Folgende Kriterien fließen in die Entscheidung mit ein:
- Die gesamte Leistung des Spielers inklusive der Statistiken der vorherigen Jahre
- Die bisherige Dauer der Zugehörigkeit zur Mannschaft und zur Liga
- Der Anteil des Spielers zum Erfolg bzw. Misserfolg des Teams
- Die Führungsfähigkeiten des Spielers und sein öffentliches Auftreten
- Die Leistungen und das Gehalt von Spielern, die als Vergleich herangezogen werden können

Der Vergleich mit Spielern, die einen Vertrag als unrestricted Free Agent unterschrieben haben sowie die finanzielle Situation der Mannschaft werden in diesem Prozess außer Acht gelassen.
Die Entscheidung durch das Schiedsgericht muss spätestens 48 Stunden nach der Anhörung erfolgen. Die Mannschaft hat daraufhin die Möglichkeit, die Entscheidung des Schlichters abzulehnen, wodurch der Spieler ein Unrestricted Free Agent wird und unbeschränkt wechseln darf.
Spieler haben erst die Möglichkeit Arbitration zu beantragen, wenn sie mindestens vier Jahre in der NHL gespielt haben. Diese Wartezeit wird jedoch verkürzt, wenn ein Spieler erst im Alter von 20 Jahren oder älter sein Debüt gegeben hat. Für einen Spieler gibt es keine Beschränkungen wie oft er Arbitration beantragt, jedoch kann er nur einmal in seiner Karriere gegen ihn auf eine Einigung vor dem Schiedsgericht geklagt werden.

### Gruppe 3 (Unrestricted Free Agent)
Die Spieler dieser Gruppe können uneingeschränkt mit einem anderen Team verhandeln und sich für ein neues Team entscheiden. Ob ein Spieler zur Gruppe gehört, hängt von einem festgesetzten Mindestalter und/oder von einer festgelegten Anzahl absolvierter Jahre in der NHL ab. Folgende Spieler gehören in den folgenden Saisons in diese Gruppe:
| Saison     | Voraussetzung A        | Voraussetzung B |
| ---------- | ---------------------- | --------------- |
| 2007/08    | 28 Jahre und 4 Saisons | 7 Saisons       |
| ab 2008/09 | 27 Jahre und 4 Saisons | 7 Saisons       |

### Gruppe 4 (Restricted Free Agent)
Spieler, die nie einen Vertrag bei einem NHL-Team unterschrieben haben.

### Gruppe 5 (Unrestricted Free Agent)
In dieser Gruppe sind Spieler, die mindestens zehn Jahre professionelles Eishockey in der NHL oder einer unterklassigen Liga gespielt haben und weniger als das NHL-Durchschnittsgehalt der Vorsaison verdient haben. Diese Spieler haben einmal in ihrer Karriere den Anspruch in die Gruppe 5 zu gelangen und mit jedem Team in der Liga zu verhandeln und ohne Einschränkungen zu wechseln. Erhebt ein Spieler nicht den Anspruch in die Gruppe 5 zu gelangen, gelten für ihn die Regeln der Gruppe 2.

### Gruppe 6 (Unrestricted Free Agent)
In dieser Gruppe sind Spieler, die mindestens 25 Jahre alt sind und in drei oder mehr Saisons zusammen maximal 80 Spiele (Feldspieler) bzw. 28 Spiele (Torhüter) absolviert haben. Die Spieler dürfen frei verhandeln und wechseln.

### Unrestricted Free Agent
Zu dieser Gruppe zählen die Spieler, die kein angemessenes Angebot gemäß den Vorgaben aus Gruppe 2 erhalten haben und daher frei wechseln können.